# Milos Degenek
Miloš Degenek (Knin, 1994. április 28. –) szerb születésű ausztrál válogatott labdarúgó, a szerb Topolyai SC játékosa. Testvére, Djordje Degenek szintén labdarúgó.
Részt vett a 2010-es U16-os ázsia-bajnokságon, a 2011-es U17-es labdarúgó-világbajnokságon és a 2017-es konföderációs kupán.

## Statisztika

### A válogatottban
| Válogatott | Év       | Pályára lépés | Gól |
| ---------- | -------- | ------------- | --- |
| Ausztrália | 2016     | 5             | 0   |
| Ausztrália | 2017     | 10            | 0   |
| Ausztrália | 2018     | 5             | 1   |
| Ausztrália | 2019     | 8             | 0   |
| Ausztrália | 2021     | 5             | 0   |
| Ausztrália | 2022     | 9             | 0   |
| Ausztrália | 2023     | 2             | 0   |
| Összesen   | Összesen | 44            | 1   |

#### Góljai a válogatottban
| # | Időpont            | Helyszín                                                            | Ellenfél | Gólok | Eredmény | Kiírás              |
| - | ------------------ | ------------------------------------------------------------------- | -------- | ----- | -------- | ------------------- |
| 1 | 2018. december 30. | Maktúm bin Raszíd Al-Maktúm Stadion, Dubaj, Egyesült Arab Emírségek | Omán     | 4–0   | 5–0      | Barátságos mérkőzés |